# بویان بوگدانویچ
بویان بوگدانویچ (انگلیسی: Bojan Bogdanović؛ زادهٔ ۱۸ آوریل ۱۹۸۹) یک بازیکن بسکتبال اهل کرواسی است.